# Pierre Guitard
Pour les articles homonymes, voir Guitard.
Pierre Guitard, né le 14 juillet 1993 à Madran (Nouveau-Brunswick), est un auteur-compositeur-interprète canadien.

## Biographie
Pierre Guitard fait ses débuts en musique en 2010 alors qu'il partage la scène avec Alain Comeau et Pascal Lejeune à l'occasion d'un spectacle de variétés. Il participe en 2011 au projet Accros de la chanson qui l'amène à se produire dans une foule de petites salles du Nouveau-Brunswick. Sa carrière décolle par la suite avec des prestations au Festival Acadien de Caraquet et aux Rencontres qui chantent de Petite-Vallée en Gaspésie. En 2013 et 2014, il se fait remarquer lors des concours populaires du Gala de la chanson de Caraquet et du Sommet de la chanson de Kegwick.
Au printemps 2016, il lance un premier mini-album de sept pièces intitulé La tige et la racine et remporte trois prix à la FrancoFête en Acadie.
En 2017, le Festival de la chanson de Granby le déclare lauréat du premier prix à l'occasion de la 49e édition mettant également en vedette Lou-Adriane Cassidy, Cédrick St-Onge, Nicolas Gémus et Marc-Antoine Beaudoin.
Le 5 octobre 2018, nouvellement établi à Montréal, Pierre Guitard fait paraître son premier album complet après avoir signé avec la maison de disque Rosemarie Records. Intitulé Tuer la bête jusqu'à dimanche, l'album est réalisé par Jesse MacCormack.
En 2019, la tournée Granby-Europe en Europe l'amène à présenter son spectacle pour 17 dates en Croatie, en Belgique, en France et en Serbie. Il s'envole ensuite pour le Canada à l'automne avec la tournée Coup de cœur francophone.
En 2020, Pierre donne un nouveau souffle à quatre chansons de son premier album, Tuer la bête jusqu'à dimanche, en version session en direct en studio. Intitulé Tuer la bête jusqu'à dimanche - Le EP et réalisé par Simon Pedneault, cet opus paru sur les plateformes d'écoute en ligne est accompagné de capsules vidéos et met en lumière la sensibilité derrière les textes.

## Prix et distinctions
En 2019, Pierre Guitard est récipiendaire du Trille Or - Découverte de l'Acadie et l'un des trois lauréats du prix Projet Portée de Radio-Canada.
En novembre 2019, les Prix Éloizes, organisés par l'Association acadienne des artistes professionnel.le.s du Nouveau-Brunswick (AAAPNB), lui ont décerné une nomination dans la catégorie Artiste de l'année en musique.
Il a également obtenu une nomination aux Gamiq 2019 dans la catégorie Album ou EP Artiste Hors-Québec de l'année et aux Trille Or 2021 dans la catégorie Export Acadie.
À l'automne 2021, il remporte le prix de la tournée Assomption Vie — Radio-Canada à l'occasion de la Francofête en Acadie, lui offrant une tournée de 14 dates dans le Réseau Radarts.

## Autres
Pierre Guitard a fait une incursion en humour en 2019 en remportant la 2e place du concours amateur au Festival Rien de Caraquet.